# Siempre tú
«Siempre tú» es una canción grabada por el cantante mexicano Axel Muñiz con la colaboración de la cantante rumana Alexandra Stan, lanzada el 21 de abril de 2017 a través de Warner Music Mexico. Fue escrita por Muñiz, mientras que Nico Stadi y Mike Green se encargaron de la producción. «Siempre Tú» ha sido descrita como una pista de pop contemporánea con influencias de la música electrónica. Sus letras discuten sobre el amor y «qué tan profunda puede llegar a ser una relación, especialmente cuando no esperas que suceda nada».
La canción ha recibido reseñas positivas por parte de los críticos de música, quienes elogiaron su ambiente veraniego y atractivo comercial. «Siempre Tú» alcanzó los puestos número 16 y seis en las listas Mexico Airplay y Mexico Español Airplay de Billboard, respectivamente. La pista fue promovida con un video musical filmado por Manuel Escalante en Ciudad de México y Barcelona, que muestra a Stan y Muñiz caminando por la ciudad en una realidad virtual.

## Antecedentes y composición
«Siempre tú» fue escrita por Muñiz, mientras que Nico Stadi y Mike Green se encargaron de la producción. Fue grabada en los estudios Pulse Music Group en Los Ángeles. Muñiz comentó que la idea original vino cuando pensaba en frases como «cuando piensas en tu novia» acompañado con un piano y una guitarra eléctrica. En una entrevista, el cantante afirmó, «siento que es una canción muy californiana [...] porque es un pop más propositivo y actual, además el hecho de que Alexandra Stan grabara una parte de la canción me emocionó muchísimo». En otra ocasión, dijo: «Queríamos hacer una canción con la cual puedas decirle a una persona que la extrañas, que siempre estás pensando en ella y añorando estar con ella. De ahí surge este nuevo material». Stan y Muñiz se unieron con la ayuda del productor Gabriel Huiban, quien previamente trabajó con este último. «Siempre Tú» se estrenó el 21 de abril de 2017 a través de Warner Music México. La portada oficial del sencillo presenta a Muñiz sentado en una silla mirando a lo lejos una calle con rascacielos.
Se grabaron dos versiones de la pista, tanto en español como en inglés. «Siempre tú» es una pista de pop «contemporánea» con influencias electrónicas. Sus letras discuten sobre el amor y «qué tan profunda puede llegar a ser una relación, especialmente cuando no esperas que suceda nada». Poco después de su lanzamiento, la Radio Transilvania incluyó la canción en su lista de reproducción a finales de abril de 2017.

## Recepción
Tras su lanzamiento, «Siempre tú» ha recibido reseñas positivas por parte de los críticos de música. Jonathan Currinn, del sitio web CelebMix, describió la canción como «llena de sol veraniego» y elogió las voces de Stan y Muñiz por «complementar uno con otro sin un mayor esfuerzo». Además escribió «podemos ver totalmente a DJs de todo el mundo remezclando sin fin. Nos encantaría escuchar esta canción en Ibiza mientras celebramos todo el día y toda la noche». Un editor de Antena 1 señaló el atractivo comercial de la pista. «Siempre tú» debutó en el puesto número 43 en la lista Mexico Español Airplay de Billboard en la semana del 13 de mayo de 2017 y alcanzó su punto máximo en el número seis el 29 de julio de 2017. El 22 de julio, la canción ingresó en la lista Mexico Airplay en la posición número 16.

## Video musical
Un video lírico para la canción fue subido al canal oficial de Muñiz en YouTube el 21 de abril de 2017, que muestra «unas escenas muy veraniegas». El video oficial de la pista se estrenó el 17 de mayo de 2017 en la misma plataforma, pero no estuvo disponible hasta el 26 de mayo de 2017. Fue filmado por Manuel Escalante de Enjambre Producciones en varias ubicaciones en Ciudad de México y Barcelona; Escalante se encargó de la producción y la fotografía junto con Petter Lettocha y José Casillas. Durante una entrevista, Muñiz explicó el concepto del video: 
«[...] nos emocionó mucho la idea de tener una historia de una relación sentimental virtual a larga distancia que se llevara a cabo a través de la realidad virtual: una en México y otra en Barcelona. Todo comienza [...] cuando invariablemente me conecto con mi pareja (Alexandra Stan) a través de un sistema futurista de realidad virtual en el que vivimos un súper romance y en donde nos mostramos el uno al otro en diferentes locaciones de la Ciudad de México y Barcelona».
El video empieza con Muñiz enviando un mensaje de texto a Stan; ambos se encuentran en diferentes habitaciones. Después de esto, los cantantes usan equipos de realidad virtual y se los ve prácticamente caminando juntos por la ciudad, sentados en un banco, enviando besos, montando en bicicleta y comiendo en un restaurante. Durante la última escena del videoclip, Stan empuja a Muñiz en su cama antes de que ambos se quiten los lentes de realidad virtual. Tras su estreno, el video ha recibido reseñas positivas. Raluca Tanasa, de InfoMusic, escribió que «muestra la manifestación del amor de forma virtual». Currinn, de CelebMix, afirmó: «A primera vista, los espectadores se pueden hipnotizar por la belleza de ambos artistas; tanto, que ni siquiera te das cuenta de que están en diferentes ciudades durante las escenas de realidad virtual. Es un concepto tan dulce y adorable, suficiente para demostrar que la larga distancia puede funcionar completamente entre parejas si esto realmente pudiera suceder».

## Posicionamiento en listas
| México | Mexico Airplay | 16 |

## Historial de lanzamiento
| Región | Fecha               | Formato(s)       | Discográfica |
| ------ | ------------------- | ---------------- | ------------ |
| Mundo  | 21 de abril de 2017 | Descarga digital | Warner       |